# ARIGATO
《ARIGATO》，是日本樂團B'z的第37張單曲。

## 簡介
- 2004年發行的兩張單曲BANZAI與本張是B'z第一次連續2張單曲都使用羅馬拼音為歌名
- PV男主角為演員森山未來
- PV拍攝地點位於千葉縣木更津市，拍攝場地為木更津富士館，該館已於2010年9月24日關閉
- 最終銷量約25.9萬張。

## 製作人員
- 松本孝弘：吉他・全曲作曲・編曲
- 稲葉浩志：主唱・全曲作詞
- Shane Gaalaas：鼓 （#1）
- ブライアン・ティッシー：鼓 （#2）
- 徳永暁人：貝斯（#1,2）・全曲編曲
- Billy Sheehan：貝斯（#3）
- 寺地秀行：編曲（#3）

## 收錄曲
- 1.ARIGATO
- 2.閃耀在手的命運（輝く運命はその手の中に）
- 3.不要說話了（もうはなさない）

## 主題曲
- TV ASAHI NETWORK SPORTS 2004主題曲。（#1）
- 朝日電視台 雅典奧運會2004 主題曲。（#1）

## 收錄專輯
- B'z The Best "Pleasure II"（#1）